# صمد پورسیدی
میرصمد پورسیدی (زادهٔ ۲۳ مهر ۱۳۶۴) یک دوچرخه‌سوار اهل تبریز است.
از افتخارات وی می‌توان به قهرمانی تور ژاپن دو سال پی در پی ۲۰۱۴ و ۲۰۱۵ و قهرمانی تور آذربایجان در سالهای ۲۰۱۵ و ۲۰۱۶ و قهرمانی تورتایوان ۲۰۱۵ قهرمانی تور لانکاوی مالزی در ۲۰۱۴و قهرمانی تور چین‌های لگ در سال ۲۰۱۳ و همچمین قهرمانی تور فوژو چین ۲۰۱۵ و تور ایجن اندونزی ۲۰۱۴
و قهرمانی تور ریاست جمهوری ایران تهران در ۲۰۱۱
حضور در المپیک ریو ۲۰۱۶ و بازیهای آسیایی ۲۰۱۸ اندونزی اشاره کرد.
همچنین وی دو سال پی در پی عنوان بهترین دوچرخه سوار آسیا در سالهای ۲۰۱۴ و ۲۰۱۵ رو کسب کرده.
وسابقه حضور در باشگاه‌های دانشگاه آزاد و پیکان تهران و پتروشیمی تبریز و شهرداری تبریز را دارد.